# 刘兆理
刘兆理，非线性分析专家，教授，主要从事临界点理论及其应用方面的研究工作。入选中华人民共和国教育部2008年度"长江学者"特聘教授、教育部创新团队成员。曾获教育部自然科学二等奖。